# Alabama Hills

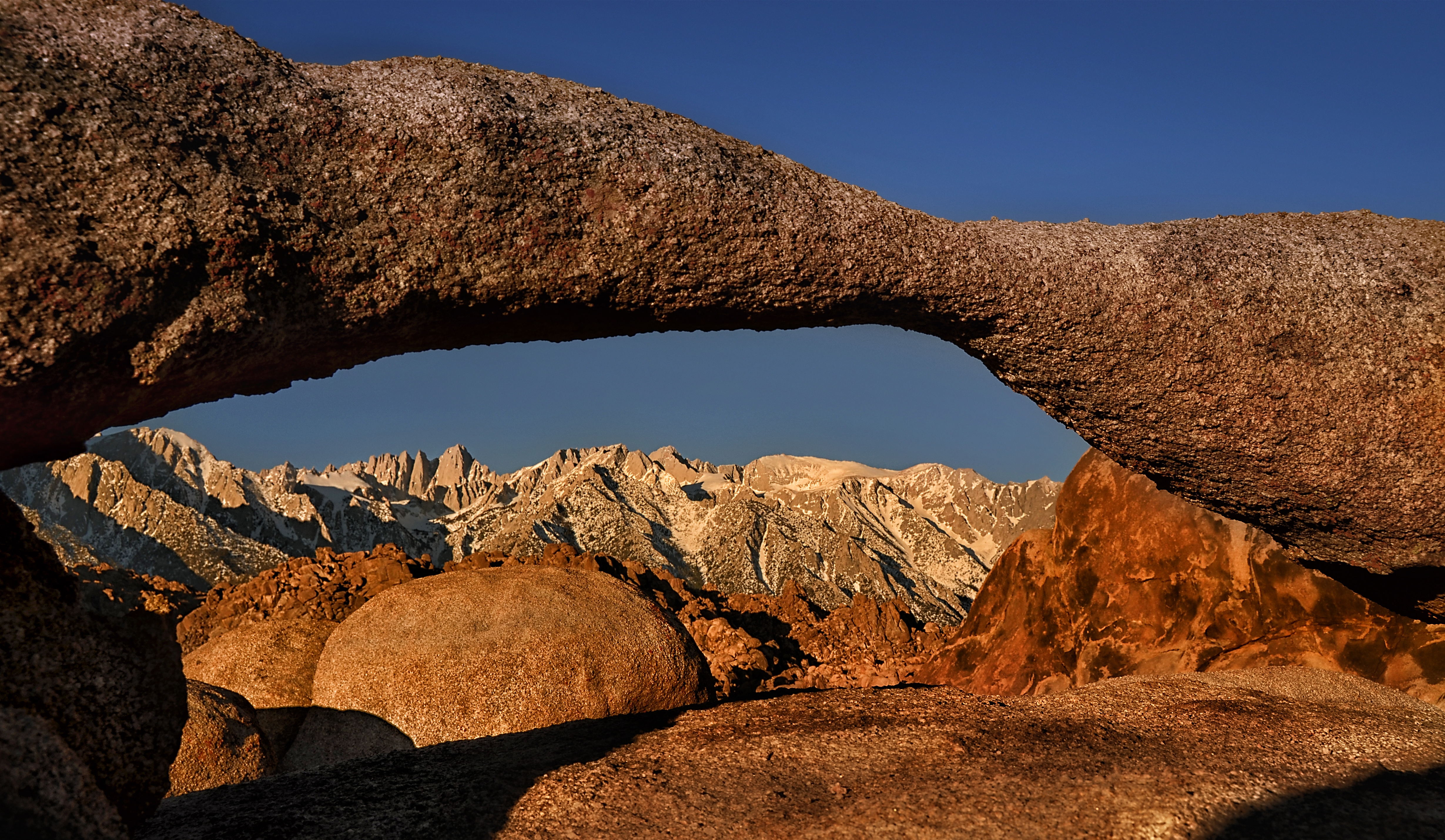
Steinbogen in den Alabama Hills

Die Alabama Hills sind eine Gebirgsregion im Osten Kaliforniens und sind Teil der Sierra Nevada.
Berühmt sind die Alabama Hills für bizarre, orangefarbene Granitfelsbögen und dienten deshalb für zahlreiche Westernfilme als Drehort. Sie liegen am Osthang der Sierra Nevada Mountain Range etwa 500 Höhenmeter über dem  Owens Valley, nahe Lone Pine. Geographisch gesehen sind sie ein eigenständiger Gebirgszug, geologisch gehören sie jedoch zu den Bergen der Sierra Nevada.
Die Alabama Hills sind in Bundesbesitz und werden unter dem Namen Alabama Hills Recreation Area vom Bureau of Land Management verwaltet. Die abgerundeten Umrisse der Alabama Hills bilden einen Gegensatz zu den spitzen Felsen der Sierra Nevada. Dennoch sind die beiden Landschaften geologisch gleich alt, nur die unterschiedlichen Erosionsmuster ergeben die unterschiedlichen Landschaftsbilder.
Zwei Hauptgesteinsarten liegen an der Oberfläche der Alabama Hills. Die eine Sorte ist ein graubraun verwittertes oranges metamorphes Gestein, das 150–200 Millionen Jahre alt ist. Die andere dort aufzufindende Gesteinssorte ist 90 Millionen Jahre alter Granit, der zu kartoffelförmigen, großen Felsbrocken verwittert, die dann auf Grund der sphäroiden Verwitterung oft als einzelner Stein in der Landschaft stehen.
Dutzende natürlicher Steinbögen (engl.: arches) sind eine der Hauptattraktionen der Alabama Hills. Sie sind leicht durch kurze Wanderungen von Straßen aus zu erreichen. Die beliebtesten Steinbögen sind der Mobius Arch, der Lathe Arch, der Eye of Alabama und der Whitney Portal Arch. Ausgangsort der meisten Wege und Straßen in die Alabama Hills ist die kalifornische Ortschaft Lone Pine.

## Geschichte
Die Alabama Hills sind benannt nach dem Kaperschiff Alabama der Konföderierten, dem zu Ehren die kalifornischen Goldsucher viele ihrer Claims „Alabama“ tauften, weil sie mit den Konföderierten sympathisierten. Bald wurde der Name für die ganze Gebirgskette gebräuchlich. Umgekehrt benannten Sympathisanten der Nordstaaten einen Minenbezirk, einen Gebirgspass, einen Gipfel und eine Stadt nach der Kearsarge, die die Alabama 1864 vor der Küste der Normandie bei Cherbourg versenkte.
Die Alabama Hills sind eine beliebte Gegend für Fernseh- und Filmproduktionen, vor allem für Western, weil sie eine archetypisch felsige Landschaft sind. Seit Anfang der 1920er-Jahre wurden 150 Filme und etwa ein Dutzend Fernseh-Shows gedreht, darunter Tom Mix und Klassiker wie How the West Was Won. Auch jüngere Produktionen, wie Tremors – Im Land der Raketenwürmer und Gladiator, wurden an Stellen wie den Movie Flats und der Movie Flat Road gefilmt.
Das Museum of Western Film History im nahe gelegenen Lone Pine hat einen Führer durch die Alabama Hills herausgegeben, der vor allem Drehorte im Gebiet zeigt aber auch auf Landschaft und Pflanzenwelt eingeht.